# Freud (Film)
Freud ist eine Filmbiografie über Sigmund Freud, den Begründer der Psychoanalyse, und behandelt vor allem dessen Entdeckung bzw. Erforschung des Unbewussten.

## Handlung
Der Neurologe Sigmund Freud arbeitet 1885 im Allgemeinen Krankenhaus in Wien und gerät dort über die Fragen zum Thema Hysterie in Streit mit seinen Vorgesetzten.
Freud geht nach Paris und freundet sich mit Professor Jean-Martin Charcot an, der Freud mit dem Wesen der Hypnose vertraut macht. Durch die Hypnose entdeckt Freud das Unbewusste, das vom rationalen Denken abgetrennt ist und für mannigfache Störungen verantwortlich zeichnet.
Zurück in Wien findet sich Freud Dr. Meynert gegenüber, der ihn und seine Theorien ins Lächerliche zieht. Doch findet Freud in Dr. Josef Breuer einen Befürworter, der ihn unterstützt. Dieser überträgt ihm zwei Fälle, die seine Theorien beweisen werden: jenen von Cecily Kortner und jenen von Carl von Schlosser. Anhand dieser zwei Patienten erklärt Freud u. a. auch den Ödipuskomplex.

## Hintergrund
- Das Original-Drehbuch stammte von Jean-Paul Sartre, der aber ein mehrere hundert Seiten dickes Buch vorlegte, das der Regisseur ablehnte, so dass Sartre seinen Namen von diesem Film zurückzog.
- Huston und Clift kamen am Set nicht miteinander aus (die Literatur gibt hierfür Clifts Alkoholismus, Depressionen aufgrund seiner nicht akzeptierten Homosexualität, sowie Regisseur Hustons im Allgemeinen recht machohaftes Auftreten am Set an, das zuweilen in offenes Mobbing des deprimierten Darstellers übergegangen sein soll), und Clift wurde wegen Verzögerungen im Drehablauf verklagt. Clift verklagte später seinerseits das Studio und bekam nach langem Rechtsstreit Recht, starb jedoch nach fortgesetztem Alkohol- und Drogenkonsum 1966, vier Jahre nach Erscheinen von Freud, im Alter von 45 Jahren an einem Herzinfarkt.
- Anna Freud, Tochter von Sigmund Freud, war mit dem Ergebnis nicht zufrieden, da im Film weder die Person ihres Vaters, noch seine Arbeit entsprechend dargestellt worden seien.
- Dieser Film wird heute noch häufig in Universitäten bei Einführungsveranstaltungen in das Studium der Psychologie vorgeführt.
- Teile der Filmmusik von Jerry Goldsmith wurden von Regisseur Ridley Scott in seinem Film Alien verwendet.

## Kritiken
„Romanhaft popularisierte Biographie des Wiener Nervenarztes und Tiefenpsychologen – eingegrenzt auf den Lebensabschnitt von 1885 bis 1890, in dem Sigmund Freud seine psychoanalytische Methode entdeckt; in der Behandlung seelischer Probleme vereinfacht und vergröbert. Regisseur Huston beauftragte Jean Paul Sartre mit einer Drehbuchfassung, die nicht umgesetzt wurde, in ihren wichtigsten Ideen aber den Film bestimmte.“

## Veröffentlichung
Nach der Kinoveröffentlichung 1962 war Freud jahrzehntelang, abgesehen von gelegentlichen TV-Ausstrahlungen, nicht öffentlich erhältlich. Erst fünfzig Jahre nach der Kinopremiere erschien 2012 in Großbritannien eine Bare-Bones-DVD beim britischen Kleinlabel Transition Digital Media in Region 2, im Format 1.85:1 mit schwarzen Balken in einem 4:3-Bild, die allerdings die 1962 um ca. 45 Minuten gekürzten Szenen wieder einfügte. 2016 erschien dann beim Label Pidax Film eine ungekürzte deutsche DVD in anamorphem 16:9 mit deutschem und englischem Ton.

## Auszeichnungen
- 1963 wurde der Film für die Beste Filmmusik (Jerry Goldsmith) sowie für das Beste Originaldrehbuch (Charles Kaufman, Wolfgang Reinhardt) für den Oscar nominiert.

- Ebenfalls 1963 wurde John Huston für den Film bei der Berlinale 1963 für den Goldenen Bären nominiert.

- Im selben Jahr gab es Golden Globe-Nominierungen als Bester Film sowie für die Beste Nebendarstellerin (Susan Kohner).